# 莫吉利諾耶湖

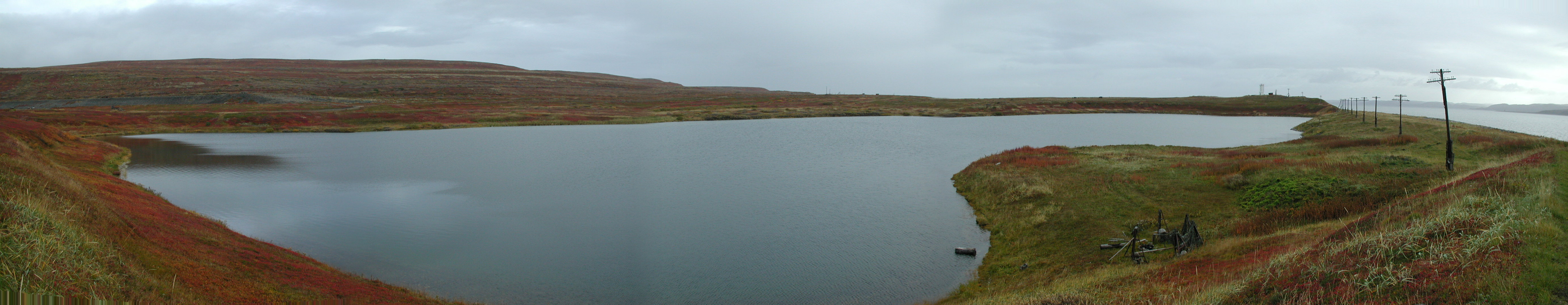

69°19′11″N 34°20′55″E / 69.3196°N 34.3486°E
莫吉利諾耶湖（俄语：Могильное озеро），是俄羅斯的湖泊，位於該國西北部，由摩爾曼斯克州負責管轄，長0.56公里、寬0.28公里，面積0.096平方公里，湖岸線長度1.35公里，最大水深17米。